# Núria López-Bigas
Pour les articles homonymes, voir López et Bigas.
Núria López-Bigas, née à Monistrol de Montserrat en 1975, est une biologiste catalane spécialisée dans la génomique informatique du cancer. Elle est professeure ICREA à l'université Pompeu Fabra (UPF) de Barcelone, où elle a été chef du groupe de recherche en génomique biomédicale du Departamento de Ciencias Experimentales y de la Salud (DCEXS-UPF) au Parque de Investigación Biomédica de Barcelona (PRBB) pendant plus de 10 ans. Elle dirige désormais son groupe de recherche à l'Instituto de Investigación Biomédica (Institut de recherche biomédicale (Barcelone) (en), IRB). 
Ses travaux de recherche se concentrent sur le développement d'outils informatiques aidant à l'identification de mutations causant des tumeurs. Elle a participé à divers projets internationaux, comme le réseau de recherche L'Atlas du génome du cancer. Quelques-uns des apports majeurs de son groupe de recherche ont été la découverte de la raison pour laquelle dans quelques types de tumeur, des mutations s'accumulent à des endroits spécifiques du génome, ou encore la description des mutations de plus de 4 000 tumeurs causées dans 13 organes différents,.
Nuria López-Bigas a reçu une bourse du Conseil européen de la recherche en 2015 pour son projet “Noncodrivers” qui a pour objectif d'identifier, dans les régions non codantes du génome, des mutations concernées dans le développement tumoral. Elle a aussi reçu un prix de la fondation Banc Sabadell en mai 2016.